# Zero Gravity (композиция)
Zero Gravity (с англ. — «Нулевая гравитация») — музыкальная композиция и сингл французского музыканта Жан-Мишеля Жарра в сотрудничестве с немецкой группой Tangerine Dream с альбома Electronica 1: The Time Machine 2015 года. 7 декабря 2016 года студийный альбом был номинирован на премию Грэмми-2017 в категории «Лучший танцевальный/электронный альбом». Это последняя запись с участием Эдгара Фрёзе, который скончался в январе 2015 года. Долгое время запись считалась последней и для Tangerine Dream, поскольку дальнейшая судьба группы была не решена. Композиция стала одиннадцатым треком альбома и посвящена Эдгару Фрёзе, как и весь альбом в целом. Сингл на физическом носителе вышел ограниченным тиражом в 1000 копий.

## История создания
Сотрудничество немецкой группы и французского музыканта является знаковым, поскольку именно в этих двух странах возникла и распространилась электронная музыка. В конце 1960-х годов в Германии работал Карлхайнц Штокхаузен, появились группы вроде Tangerine Dream. Во Франции в это время работает Пьер Анри, существует GRM (Центр исследования музыки) во главе с Пьером Шеффером, учеником которого был Жан-Мишель Жарр, и возникают различные электроакустические движения и движения исследования конкретной музыки.
При создании Zero Gravity и записи первого демо, Жан-Мишель чётко имел в виду Tangerine Dream, как группу с которой он хотел бы записать эту композицию. Очевидно, что Tangerine Dream должна была стать частью нового проекта Жарра — альбома, который охватывал бы четыре десятилетия существования электронной музыки. Эдгар Фрёзе был хорошо знаком с музыкой Жана-Мишеля Жарра, поскольку они начали свою музыкальную карьеру примерно одновременно. Поэтому Эдгар был очень рад и удивлен, когда Жан-Мишель связался с ним. Фрёзе жалел, что их встреча не состоялась раньше, что прошло так много времени, перед тем, как им представилась возможность поработать вместе.

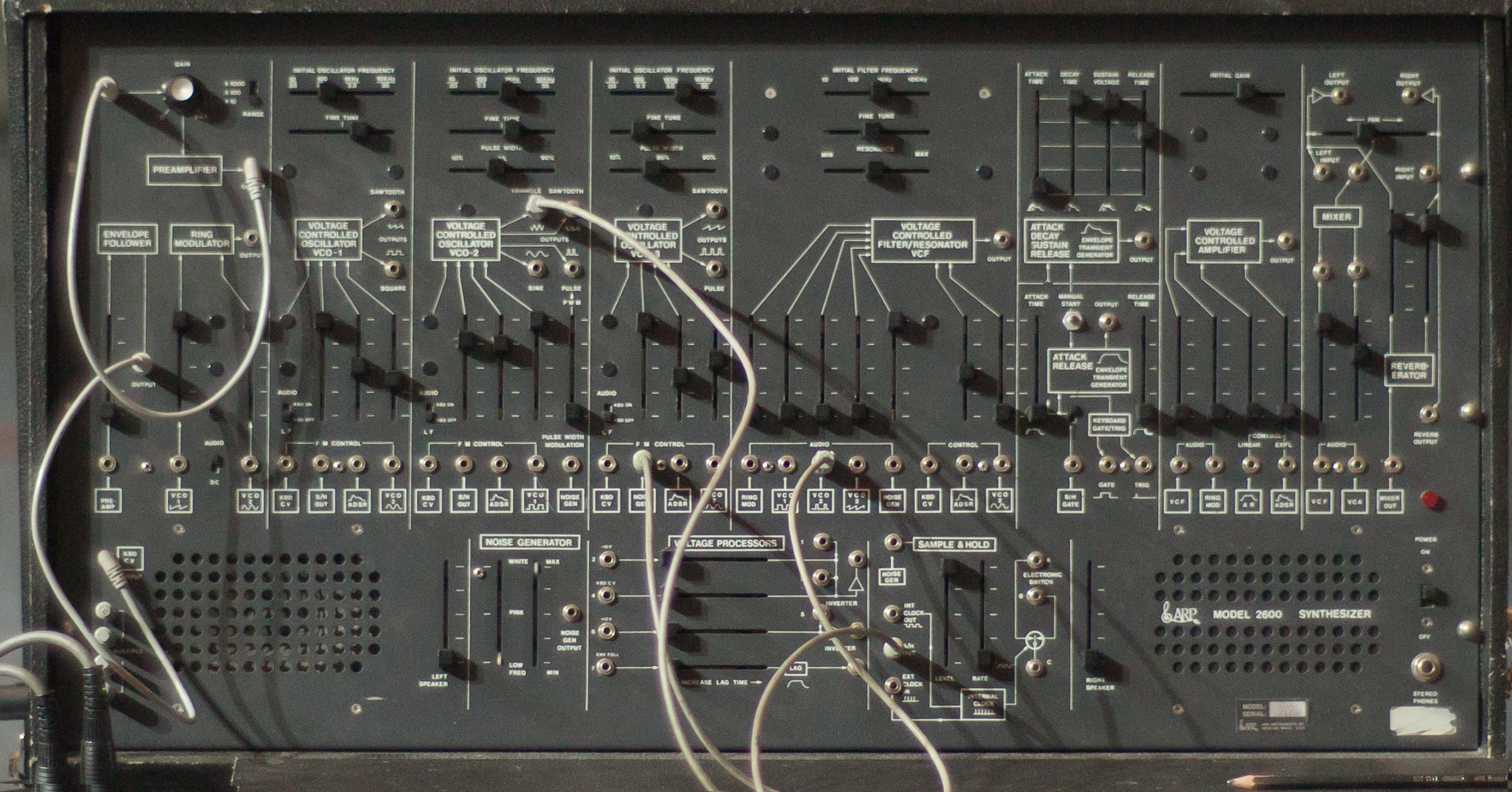
Синтезатор ARP 2600 изображен на обратной стороне обложки пластинки

Работая над будущим проектом, Жарр пытался с каждым музыкантом, с которым он хотел сотрудничать, встретиться лично. Жан-Мишель приехал на поезде из Парижа в Вену и преодолел ещё 70 километров на автомобиле, чтобы посетить Эдгара Фрёзе в его студии, предложить сотрудничество и создать совместную композицию. Приехав в Австрию, Жарр провёл целый день с Фрёзе обсуждая детали будущего сотрудничества. Позже к обсуждению присоединился весь состав группы Tangerine Dream. Энтузиазм был проявлен обеими сторонами, перспектива объединения усилий двух пионеров электронной музыки предвещала создание чего-то особенного. Эта встреча состоялась в начале 2014 года. Тогда Жан-Мишелем Жарром и было предложено название «Zero Gravity».
Составная часть композиции, записанная Жарром, является более минималистичной, в сравнении с Tangerine Dream. По словам звукорежиссёра и музыканта Торстена Квешнинга при записи было использовано всего восемь или десять дорожек, но несмотря на такой минимализм, удалось достичь очень мощного звучания.
20 января 2015 года от эмболии лёгочной артерии в Вене скончался основатель и бессменный руководитель группы Tangerine Dream Эдгар Фрёзе. Таким образом, Zero Gravity считалась последней композицией, записанной при участии Tangerine Dream.
10 февраля 2015 года Жарр встретился с участниками транс-группы Above & Beyond в Лос-Анджелесе в отеле Chateau Marmont.
Трансовый ремикс от Above & Beyond на Zero Gravity создан в тональности соль мажор и показателем темпа 128 Bpm.
Джонатан Грант о значении для него и группы записи этого ремикса сказал:
14 мая 2015 года ремикс был представлен Above & Beyond и попал в их еженедельное радиошоу Group Therapy, открыв 130-й выпуск. 21 мая 2015 года Армин ван Бюрен включил ремикс в свой 714 эпизод радиошоу A State of Trance в рубрике Tune of the Week, то есть по личному решению Армина ремикс от Above & Beyond был выбран треком недели. По результатам голосования в категории Future Favorite #714 трек занял 5 место, набрав 5,6 % голосов, но 28 мая был включён в 715 эпизод в рубрике TRENDING TRACK, как самый обсуждаемый трек в соцсетях. По результатам голосования в категории Future Favorite #717 трек занял 4 место, набрав 5,4 % голосов. 22 мая и 29 мая в последующих 131-м и 132-м эпизодах Group Therapy также прозвучала эта композиция
.
30 мая 2015 года Армин ван Бюрен включил ремикс в свой сет на фестивале «The Flying Dutch», который проходил на Олимпийском стадионе в Амстердаме. Впервые ремикс был составной мешапу, что включал трек Corti Organ «Butterfly». 6 июня 2015 года на «A State of Trance Festival» в Мумбаи ремикс прозвучал аж три раза, в сетах Рубена де Ронда, Super8 & Tab и Армина ван Бюрена. Причём в сете Армина ван Бюрена раздавался мэшапы, что и на фестивале «The Flying Dutch». На радио данный мэшапы ван Бюрен представил 11 июня 2015 года в 717-м эпизоде A State of Trance. По результатам голосования в категории Future Favorite #717 трек занял 4 место, набрав 5,4 % голосов.

### Участники записи
- Жан-Мишель Жарр
- Эдгар Фрёзе
- Торстен Квешнинг

### Технический персонал
- Жоаким Гарро — сопродюсер
- Марк Гренье — сопродюсер
- Стефан Жерве — сопродюсер
- Дэвид Дедвотер — мастеринг
- Eric BDFCK Cornic — графический дизайн

## Издание композиции
Изначально датой релиза нового сингла было запланировано 19 июня. В этот день должен был произойти одновременно выпуск пластинки с синглом на британском лейбле The Vinyl Factory, который именно специализируется на релизах на виниловых пластинках, и стать доступным для приобретения ремикс, выпускавшийся Above & Beyond их лейблом Anjunabeats. Заказчикам пришло письмо, что за технические причины и желание издателя достичь максимального качества продукта, дата выхода пластинки перенесена на 30 июня.
26 июня ремикс стал доступным для скачивания на интернет-сервисе Beatport по цене $1,49. В этот день вышел и мини-альбом Жарра ремиксов Remix EP [1], в основном это были бісайди из выпущенных синглов. Среди них был и ремикс Above & Beyond на Zero Gravity.
18 декабря свет увидели сразу две компиляции с треком Zero Gravity (Above & Beyond Remix). Above & Beyond выпустили очередной сборник в серии «Anjunabeats Volume», а Армин ван Бюрен включил ремикс к своей ежегодной компиляции A State of Trance Year Mix 2015.
16 октября вышла первая часть масштабного проекта Жарра Electronica, представил серию коллабораций с другими знаковыми музыкантами электронной музыки. Среди которых, кроме Tangerine Dream, были Moby, Air, Роберт Дель Наджа и другие. Работа над этим проектом заняла 5 лет, в итоге было записано две с половиной часа готового материала. Этот альбом, получивший название Electronica 1: The Time Machine, был номинирован на премию Грэмми 2017 года. Релиз был представлен в нескольких версиях.
| Дата            | Название издания                                     | № п/п / Количество | Лейбл       | Продолжительность | Номер в каталоге | Формат               |
| --------------- | ---------------------------------------------------- | ------------------ | ----------- | ----------------- | ---------------- | -------------------- |
| 26 июня 2015    | Сингл Zero Gravity (Above & Beyond Remix)            | 1/1                | Anjunabeats | 7:20              | ANJ344D          | Цифровое загрузки    |
| 18 декабря 2015 | Компиляция Anjunabeats Volume 12 CD2                 | 5/18               | Anjunabeats | 4:33              | ANJCD047         | CD                   |
| 3 января 2016   | Концертный альбом Little Something Live from Wembley | 11/27              | Anjunabeats | 5:15              | -                | Цифровая дистрибуция |

Жан-Мишель Жарр
| Дата            | Название издания                       | № п/п / Количество | Лейбл             | Продолжительность | Номер в каталоге | Формат                                   |
| --------------- | -------------------------------------- | ------------------ | ----------------- | ----------------- | ---------------- | ---------------------------------------- |
| 26 июня 2015    | EP Remix EP [1]                        | 4/7                | Columbia          | 7:20              | 0886445360073    | Цифровое загрузки                        |
| 30 июня 2015    | Сингл Zero Gravity                     | 1/1                | The Vinyl Factory | 6:51              | VF184            | Виниловая пластинка                      |
| 16 октября 2015 | Альбом Electronica 1: The Time Machine | 11/16              | Columbia          | 6:46 7:12         | 88875123472      | CD Виниловая пластинка Цифровое загрузки |

Tangerine Dream
| Дата            | Название издания                                               | № п/п / Количество | Лейбл          | Продолжительность | Номер в каталоге | Формат |
| --------------- | -------------------------------------------------------------- | ------------------ | -------------- | ----------------- | ---------------- | ------ |
| 2 сентября 2016 | Концертный альбом Live At Philharmony Szczecin-Poland 2016 CD2 | 3/9                | Eastgate Music | 9:40              | 076 CD02         | CD     |

## Исполнение на концертах

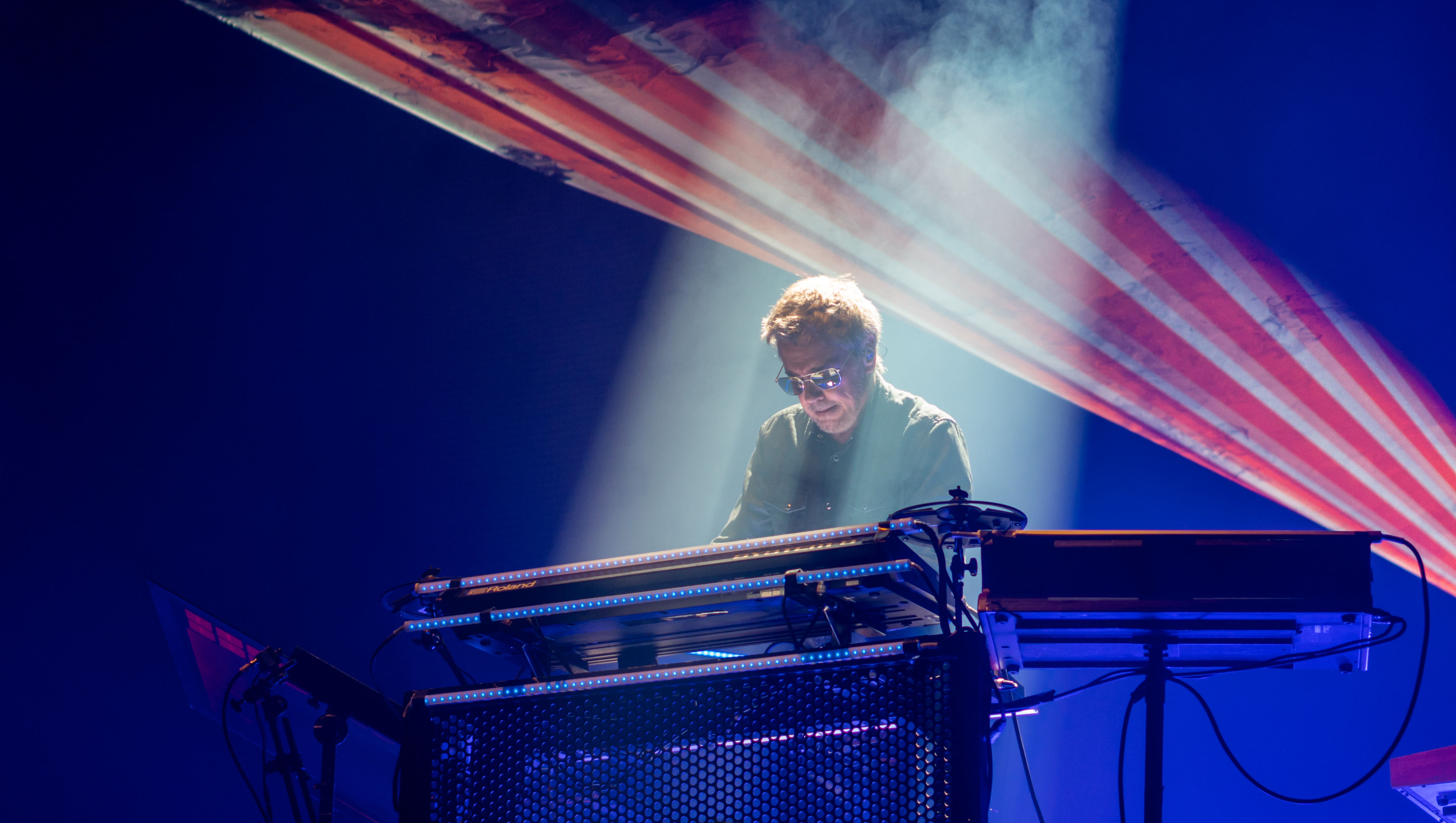
Выполнение композиции Жарром во время первого выступления на фестивале Коачелла 13 апреля 2018 года.

Впервые, как отмечалось, на концертах и фестивалях прозвучал ремикс от Above & Beyond на композицию в сетах разных DJ.
Живое исполнение Zero Gravity одними из основных авторов Tangerine Dream связано с именем Клауса Шульце, одним из первых участников этого коллектива ещё в качестве барабанщика. Клауса Шульце был приглашен сыграть в Щецинській филармонии (Польша). Однако по состоянию здоровья Шульце не смог провести этот концерт, зато решил предложить это сделать Tangerine Dream. Группа с удовольствием принял это приглашение. 9 июня состоялся концерт, который стал первым большим концертом уже без Фрьозе. Материалы этого концерта были изданы в записи "Live At Philharmony Szczecin-Poland 2016. Однако по неизвестным причинам название композиции была изменена на Second Gravity.
За несколько дней осуществил премьеру и Же.-М. Жарр. Это произошло 17 июня 2016 года на фестивале Sónar в Барселоне. Стоит заметить, что это была не альбомная версия, а ремикс Above & Beyond. При этом трек был объединен с Oxygene 8 (с альбома Oxygene 7-13) и игрался сразу после его окончания без пауз. Это был первый концерт в рамках мирового турне под названием Electronica World Tour. В рамках которого состоялись и первые североамериканские и южноамериканский туры Жарра. На каждом концерте всегда выполнялась Zero Gravity. Обычно после этой композиции Жарр представлял музыкантов на сцене. По состоянию на январь 2018 года Жарр исполнил на концертах Zero Gravity 62 раза.
Во время записи альбома Electronica Жарр получил приглашение выступить в Израиле. Речь шла о своего рода единственное выступление, что должен был обратить внимание общества на экологические проблемы міліючого Мертвого моря. 6 апреля 2017 года устроил концерт на берегу Мертвого моря, у горы Масада, на самой низкой части суши. Этот выступ был назван Zero Gravity.

## Отзывы
В базе метаданных Rate Your Music сингл получил оценку 3.53 из 5 на основе 19 голосов пользователей.
О впечатлениях музыкальных критиков можно судить из рецензий и оценок, что получил альбом Жарра. Журнал Pitchfork, который оценил альбом на 4.0 балла, о Zero Gravity написал «мелодия характеризуется приятными, периодическими звуками синтезаторов». Газета «Гардиан» оценила альбом в 4 звезды из 5.

## Трек на радио
| Дата                | Назва радіо-шоу                                                | № п/п в треклисті | Назва                                                | Ведучий          | Примітка                          |
| ------------------- | -------------------------------------------------------------- | ----------------- | ---------------------------------------------------- | ---------------- | --------------------------------- |
| 14 травня 2015 року | Group Therapy Radio 130                                        | 1                 | Zero Gravity (Above & Beyond Remix)                  | Paavo Siljamäki  |                                   |
| 21 травня 2015 року | A State of Trance 714                                          | 9                 | Zero Gravity (Above & Beyond Remix)                  | Armin van Buuren | TUNE OF THE WEEK                  |
| 22 травня 2015 року | Group Therapy Radio 131                                        | 7                 | Zero Gravity (Above & Beyond Remix)                  | Above & Beyond   |                                   |
| 28 травня 2015 року | A State of Trance 715                                          | 10                | Zero Gravity (Above & Beyond Remix)                  | Armin van Buuren | TRENDING TRACK                    |
| 28 травня 2015 року | Group Therapy Radio 132                                        | 5                 | Zero Gravity (Above & Beyond Remix)                  | Above & Beyond   |                                   |
| 3 червня 2015 року  | The Sound of Holland 251                                       | 10                | Zero Gravity (Above & Beyond Remix)                  | Ruben de Ronde   | [ 21 ]                            |
| 9 червня 2015 року  | Electric For Life 029                                          | 13                | Zero Gravity (Above & Beyond Remix)                  | Gareth Emery     | [ 22 ]                            |
| 11 червня 2015 року | Global DJ Broadcast: Two Hour Studio Mix                       | 11                | Zero Gravity (Above & Beyond Remix)                  | Markus Schulz    | [ 23 ]                            |
| 11 червня 2015 року | A State of Trance 717                                          | 15                | Zero Gravity vs Butterfly (Armin van Buuren Mash-Up) | Armin van Buuren |                                   |
| 25 червня 2015 року | Global DJ Broadcast: Ibiza Summer Sessions Opening             | 3                 | Zero Gravity (Above & Beyond Remix)                  | Markus Schulz    | [ 24 ]                            |
| 23 липня 2015 року  | Global DJ Broadcast Ibiza Summer Sessions (World Tour — Ibiza) | 9                 | Zero Gravity (Above & Beyond Remix)                  | Markus Schulz    | [ 25 ]                            |
| 23 липня 2015 року  | A State of Trance 723                                          | 24                | Zero Gravity vs Butterfly (Armin van Buuren Mash-Up) | Armin van Buuren | [ 26 ]                            |
| 6 серпня 2015 року  | A State of Trance 725                                          | 24                | Zero Gravity vs Butterfly (Armin van Buuren Mash-Up) | Armin van Buuren | Live at Ushuaia, Ibiza            |
| 1 жовтня 2015 року  | Group Therapy Radio 150                                        | 8                 | Zero Gravity (Above & Beyond Remix)                  | Above & Beyond   | Live from Allphones Arena, Sydney |
| 17 грудня 2015 року | A State of Trance 744                                          | 5                 | Zero Gravity (Armin van Buuren Mash-Up)              | Armin van Buuren | [ 29 ]                            |
| 31 грудня 2015 року | A State of Trance 746                                          | 14                | Zero Gravity (Armin van Buuren Mash-Up)              | Armin van Buuren | ASOT Year Mix                     |
| 1 січня 2016 року   | Group Therapy: Little Something                                | 10                | Zero Gravity (Above & Beyond Remix)                  | Above & Beyond   | Live from Wembley, London         |